# Actinidia deliciosa
Az Actinidia deliciosa a hangavirágúak (Ericales) rendjébe, ezen belül a küllőfolyondárfélék (Actinidiaceae) családjába tartozó faj.

## Előfordulása
Az Actinidia deliciosa eredeti előfordulási területe Kína déli része. Ennek a növénynek a termése, a kivi Kína nemzeti gyümölcse lett.

## Változatai
Az ember ezt a növényt már régóta termeszti, azóta nemesítette és keresztezte más küllőfolyondárokkal, főképp az Actinidia chinensisszal, amellyel egyesek szerint azonos. Manapság az alábbi két változat a legközkedveltebb:
- Actinidia deliciosa var. chlorocarpa
- Actinidia deliciosa var. deliciosa

## Megjelenése
Ez a növényfaj az életfeltételektől függően lehet elfásult, indás kúszónövény vagy 9 méter magas kapaszkodó cserje. A levele ovális vagy majdnem kerek, a tövénél bemélyedt, 7,5-12,5 centiméter hosszú; egy hosszú levélnyélen ül. Lombhullató. A fiatal levél vöröses és szőrözött, az idősebb sötétzöld és felső felületén nincsenek szőrök, viszont alul jól kiemelkedő, világos árnyalatú erek fejlődnek ki. A virága erős illatú, kétlaki (dioikus) vagyis a hím és nőstény virágok más-más példányon találhatók. A virág egyedül vagy hármasával ül. Az 5-6 szirma először fehér, aztán halvány sárga; 2,5-5 centiméter átmérőjű. Mindkét nemű virág közepén nagy bibecsomók vannak, bár a nőstény esetében a virágpor nem ivarképes; továbbá nektárja sincs. Ahhoz, hogy az Actinidia deliciosa kivigyümölcsöt teremjen, két különböző nemű növényt kell ültetni egymásmellé. A nagy termelők általában méhféléket használnak a megporzáshoz, bár ezt az ember is képes megtenni. A hosszúkás gyümölcs általában 6,25 centiméter hosszú. A hosszúkás, vöröses barna héjat számos barna szőr borítja. A termés húsa amíg meg nem érik teljesen, nem puha. Továbbá leveses és fénylő. Színre lehet világoszöld, sárga, barnás vagy fehéres, de a közepe mindig világosabb árnyalatú.

## Életmódja
Természetes állapotban 600-2000 méteres tengerszint feletti magasságok között található meg. A legfőbb kártevői a "Cnephasia" jactatana nevű sodrómolyféle, valamint a Pseudomonas syringae baktérium.

## Képek

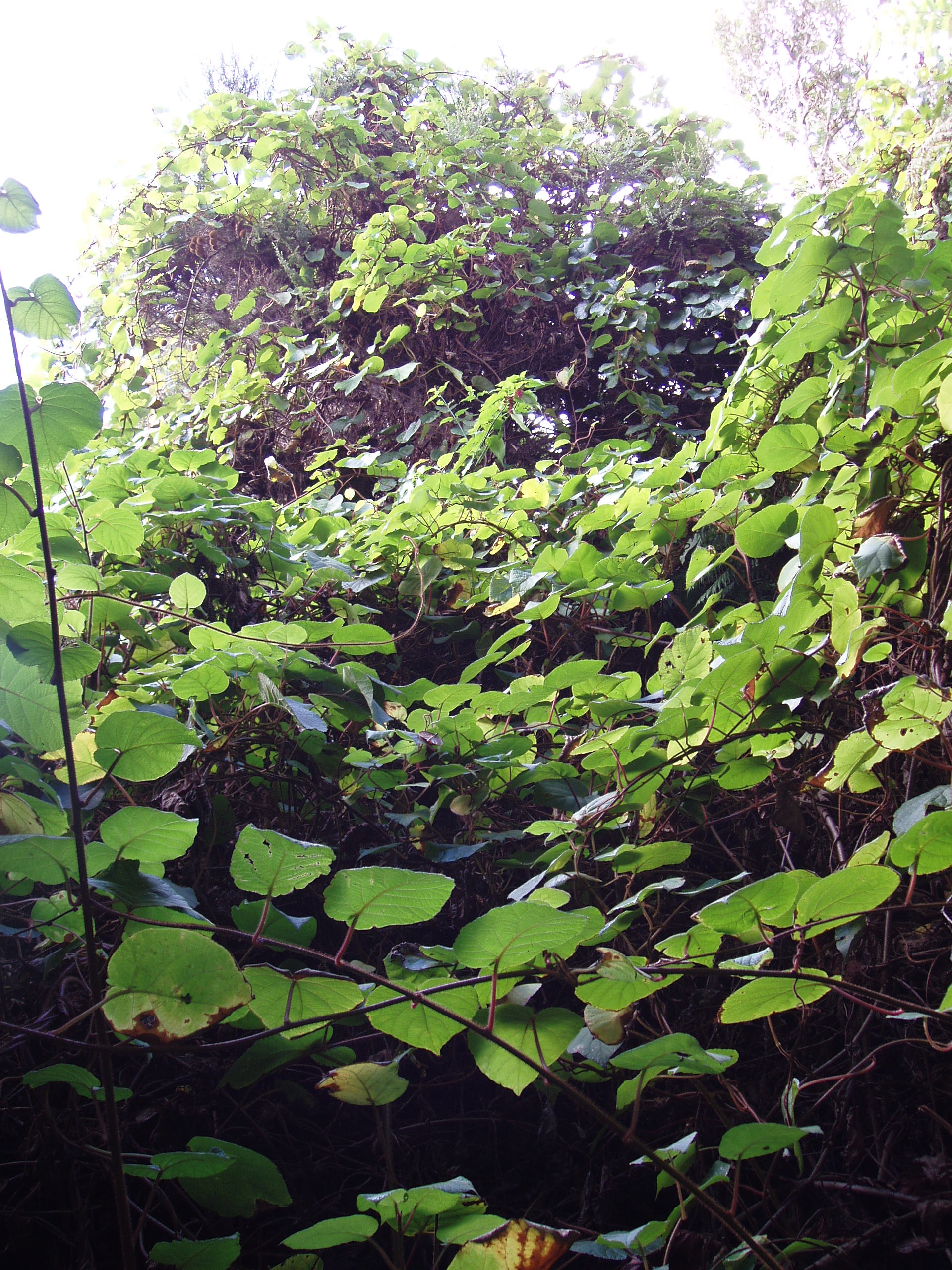
A növény
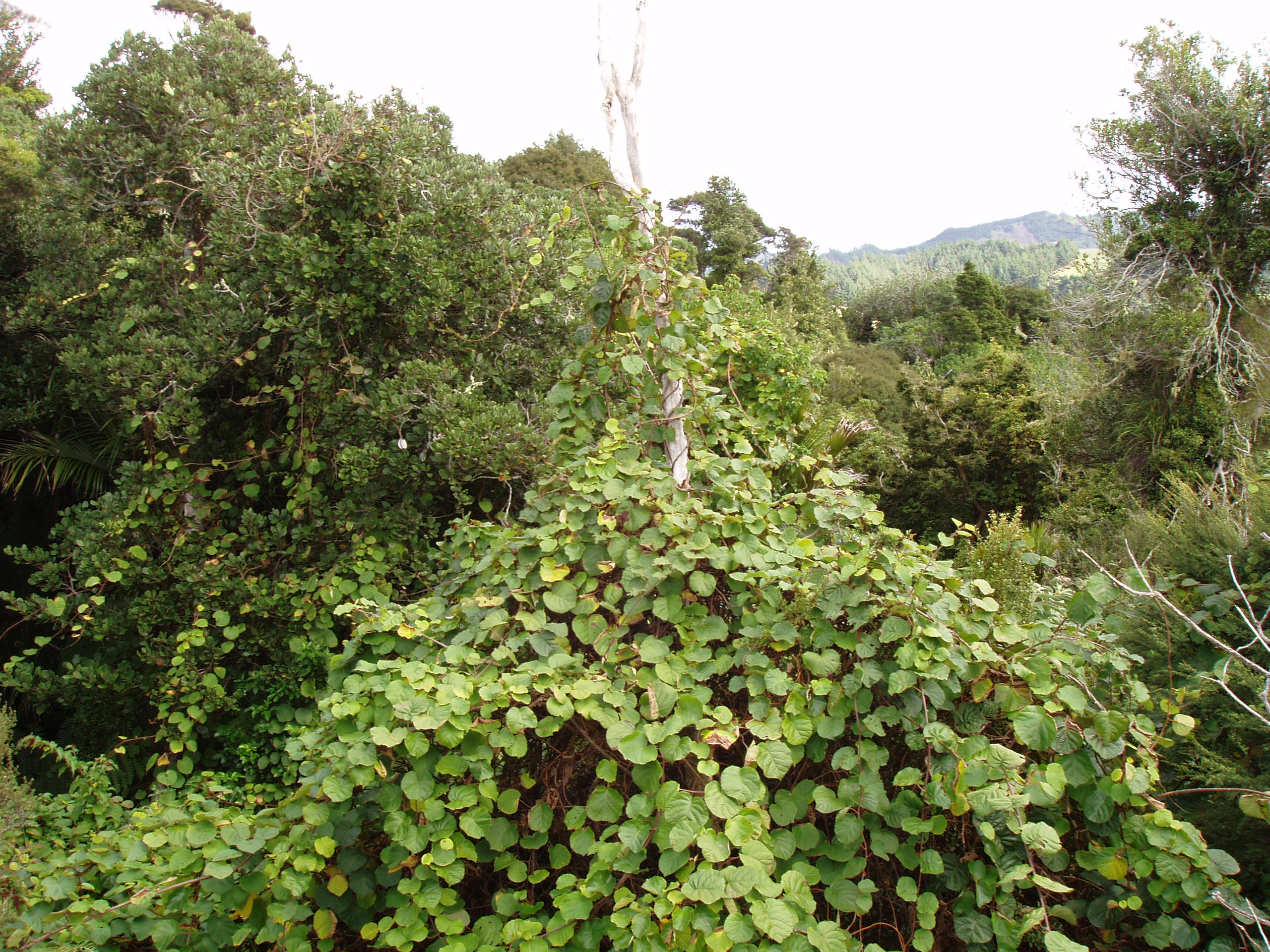
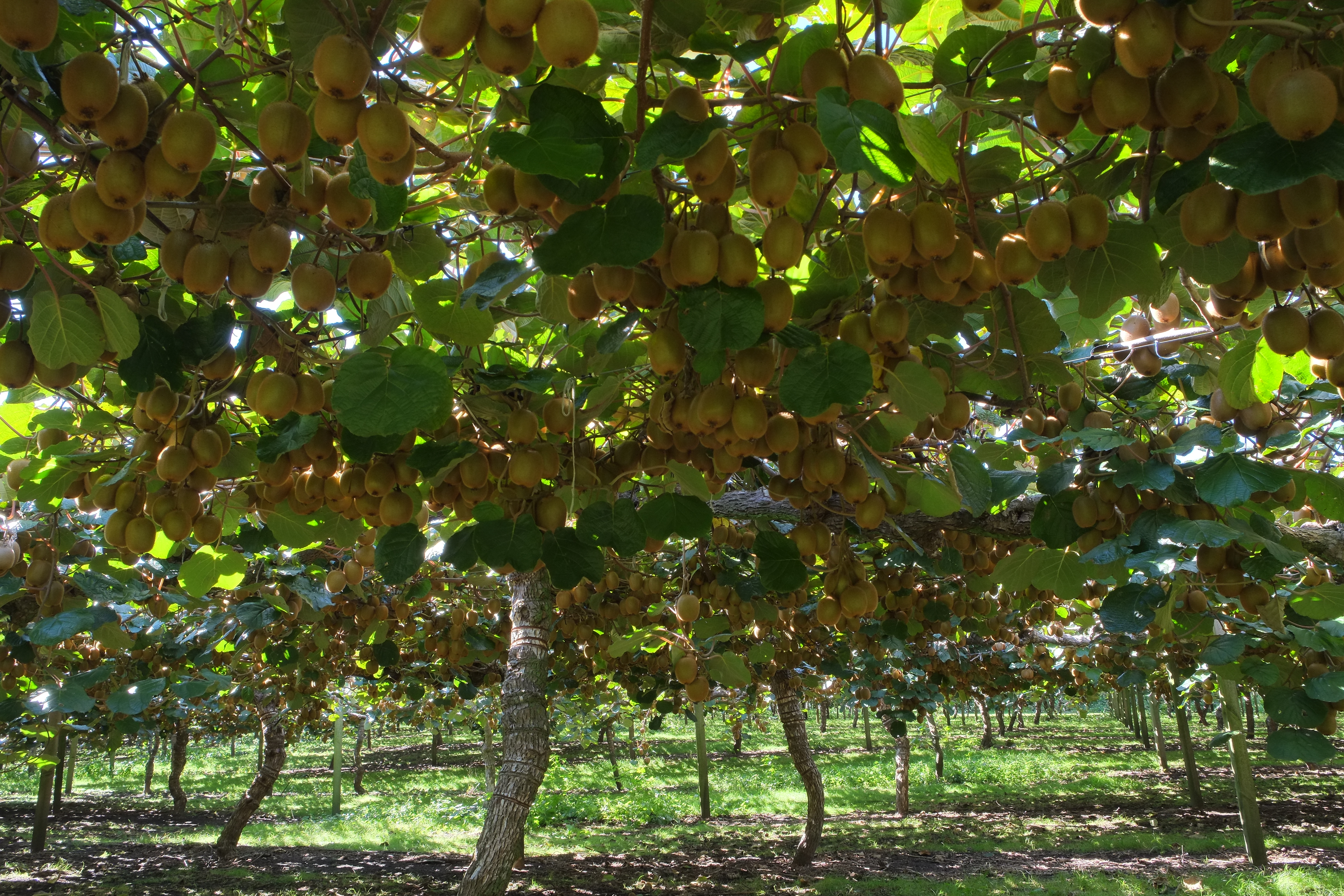
ültetvényben
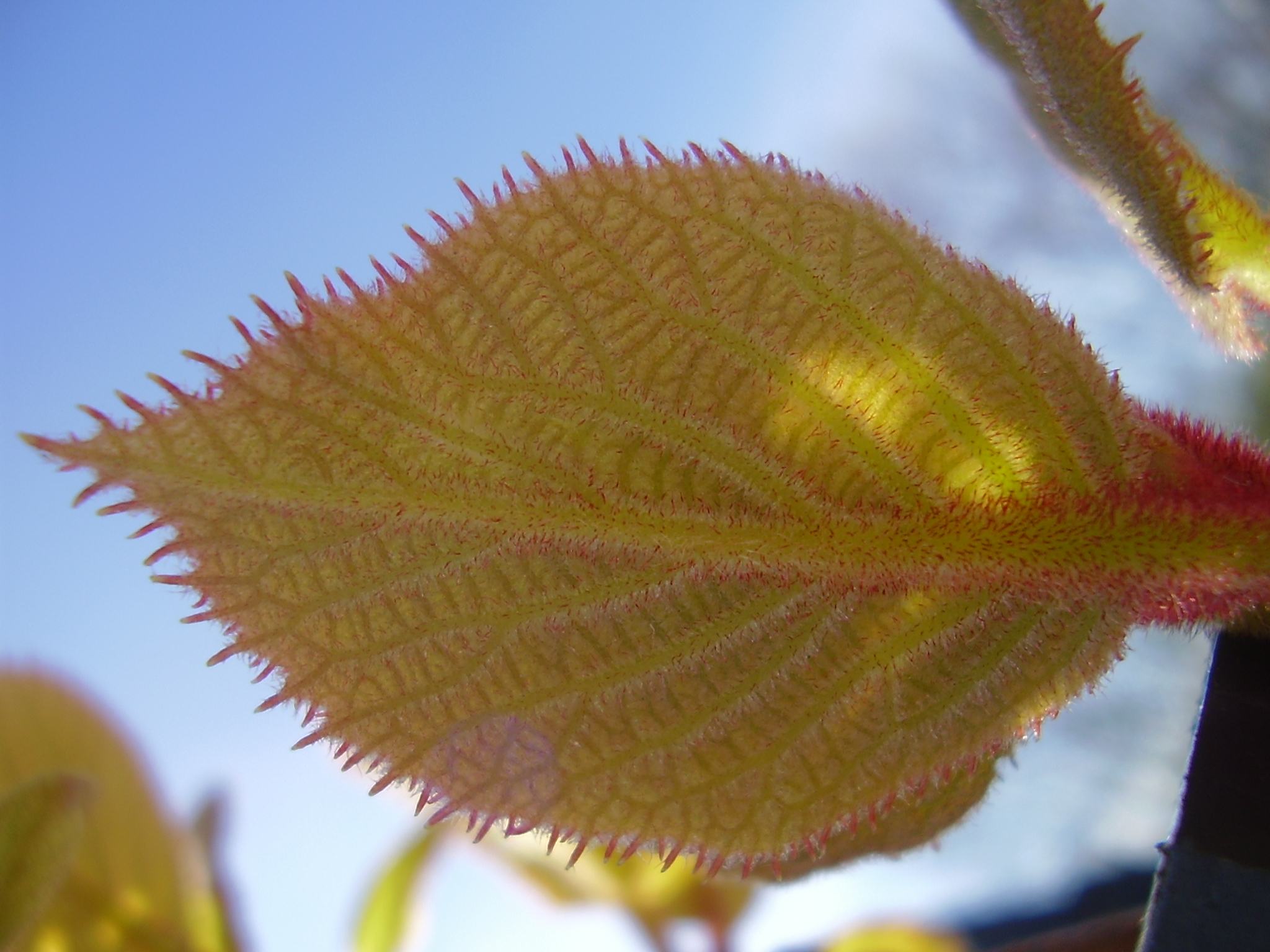
Fiatal levele
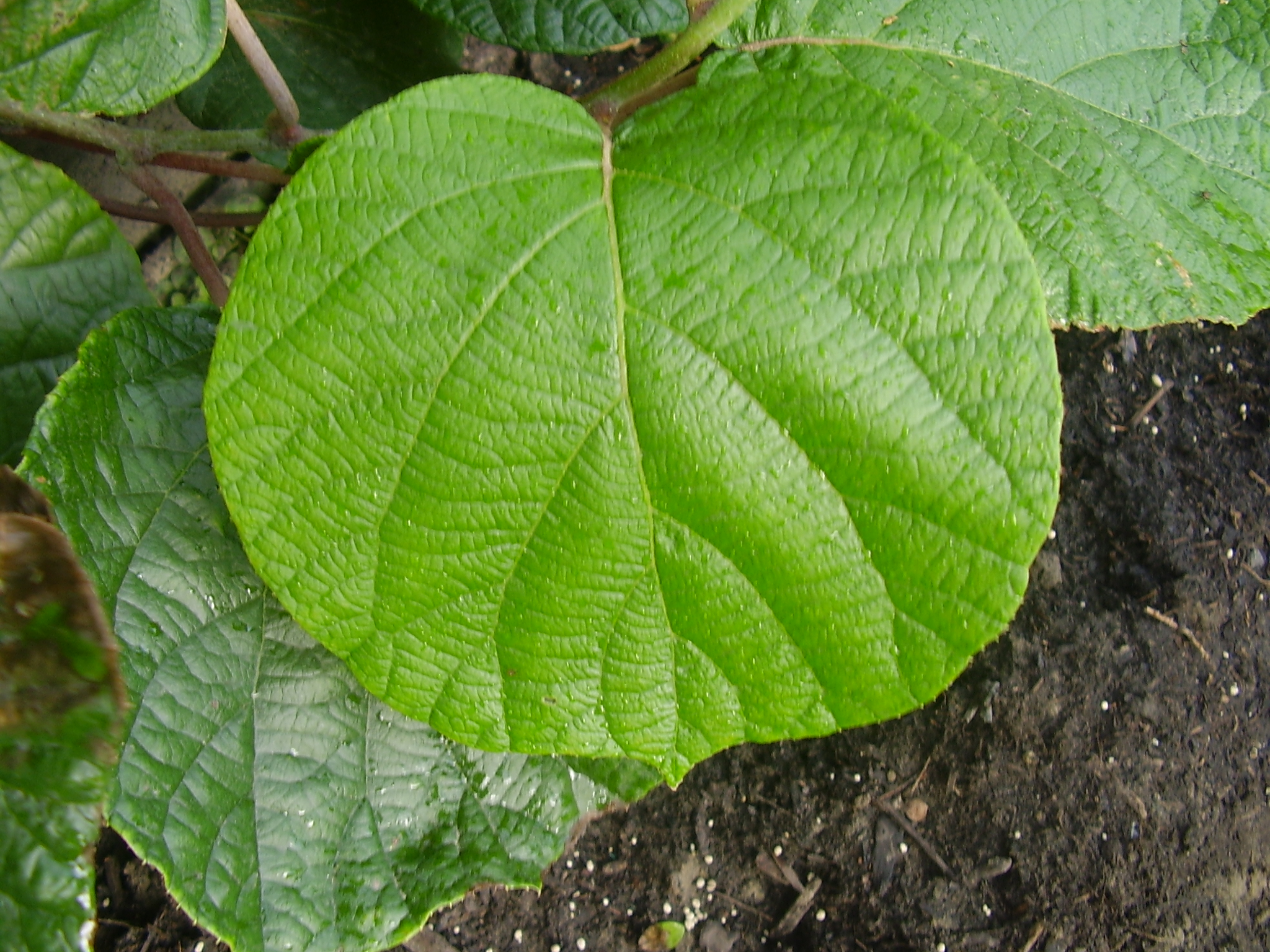
Idősebb levele felül
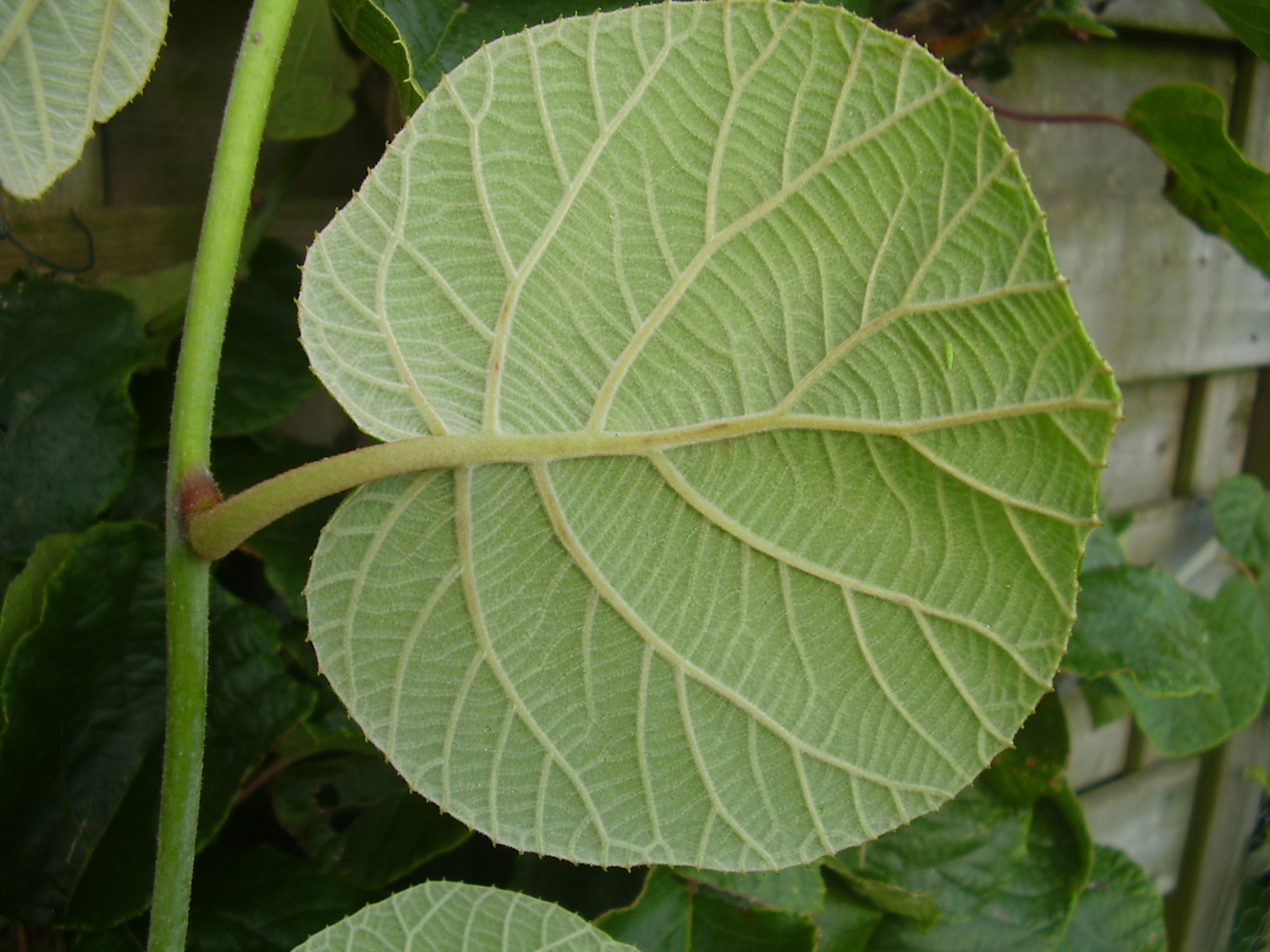
és alul
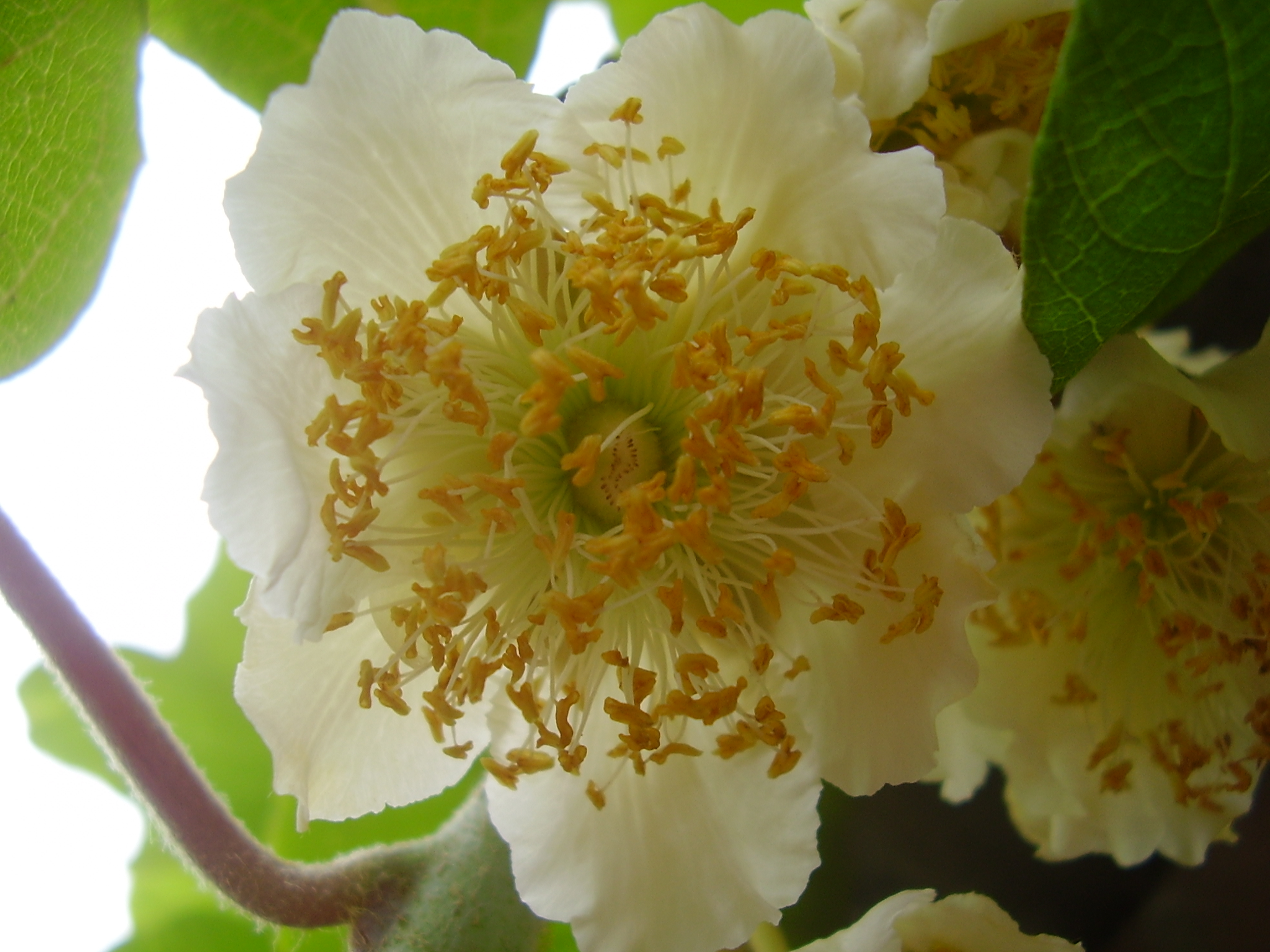
Virágai
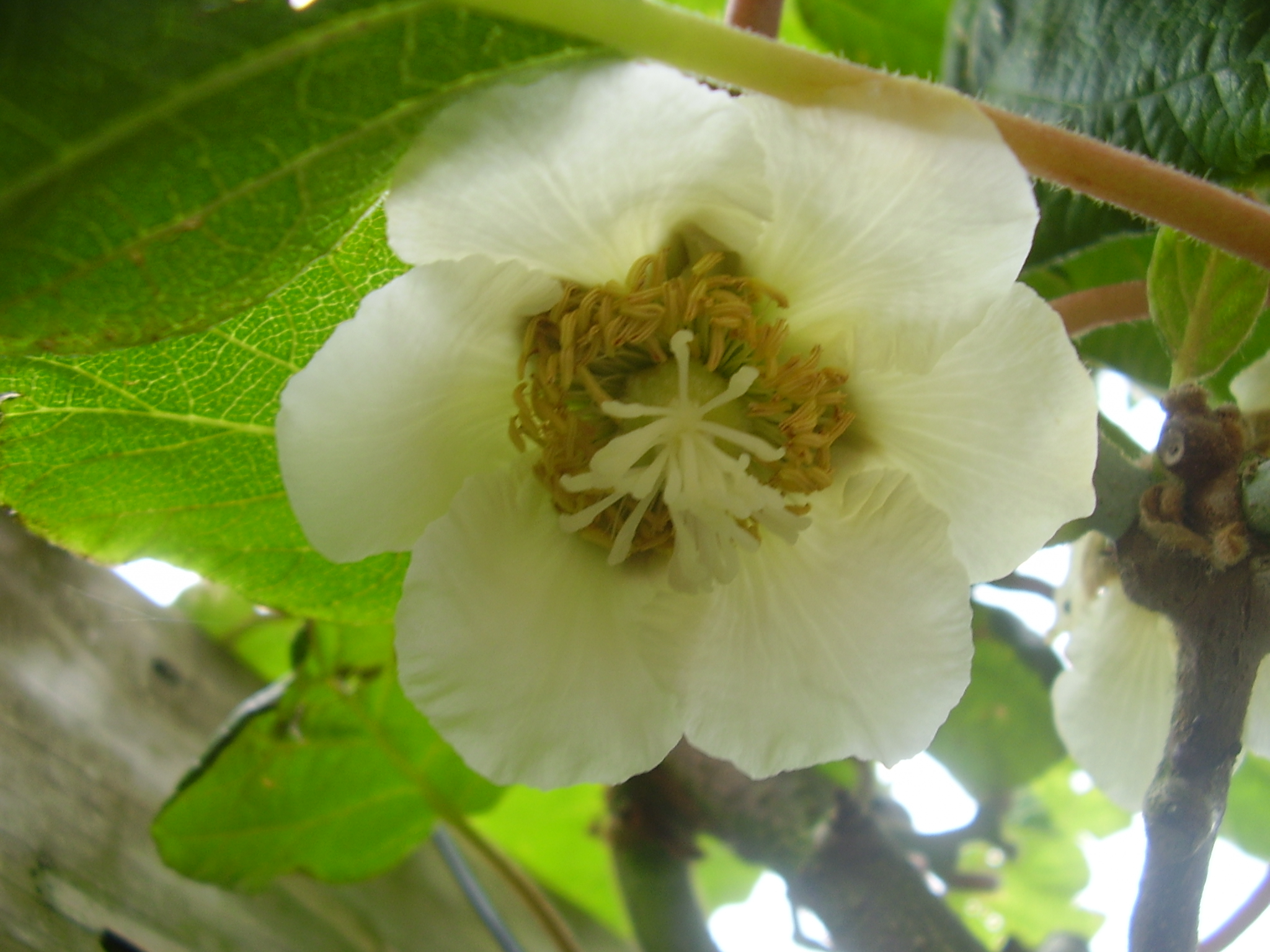
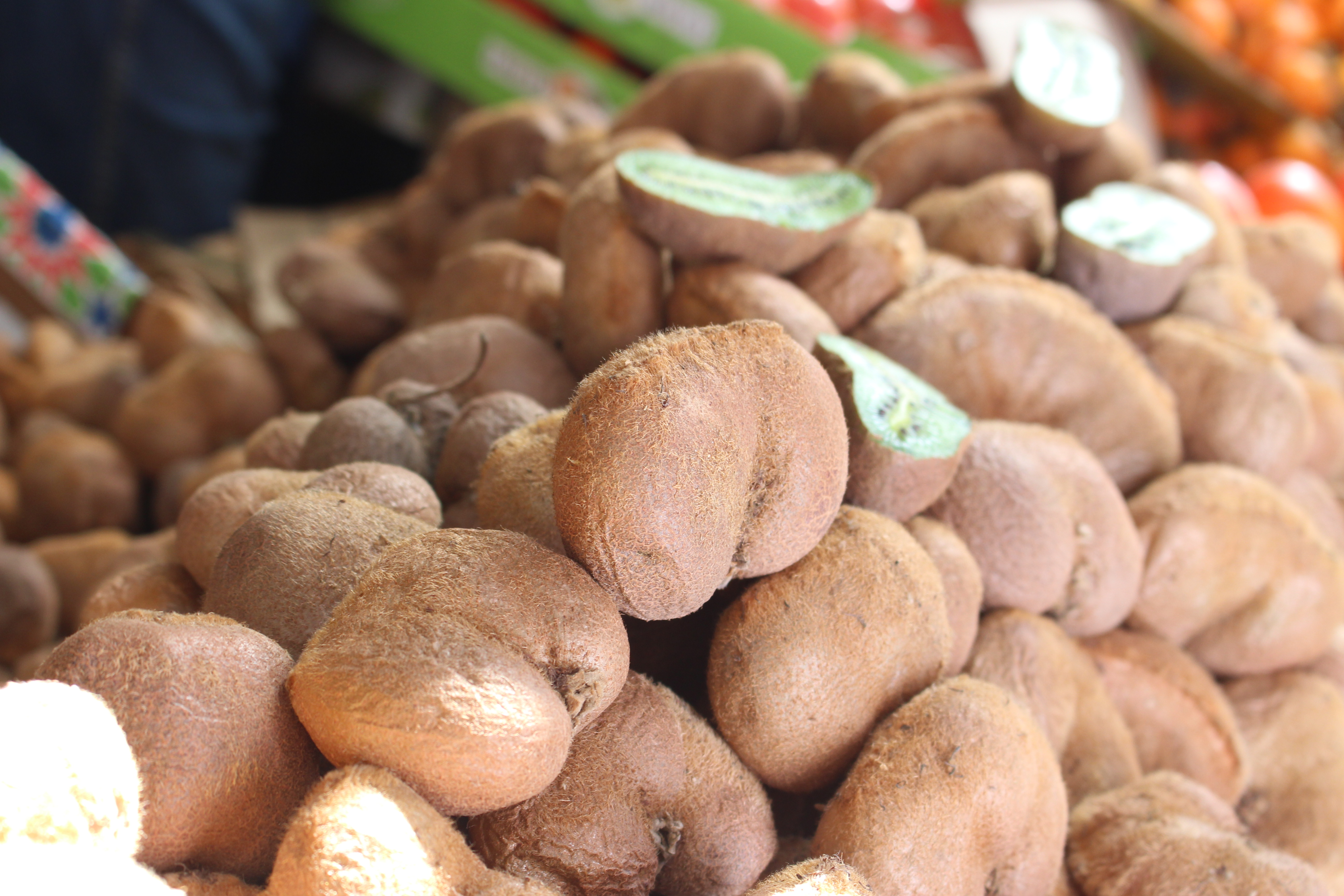
Termései
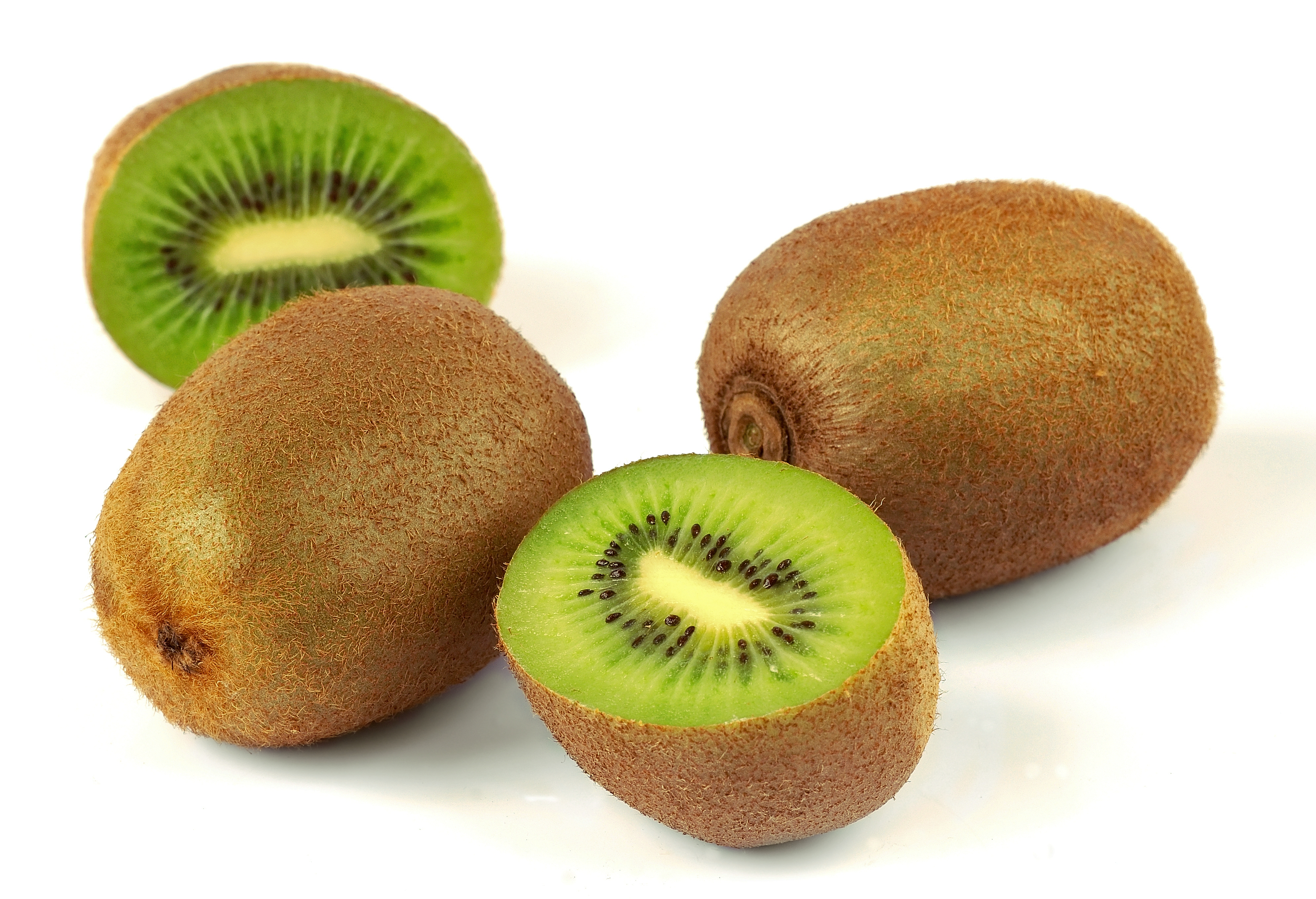

## Fordítás
- Ez a szócikk részben vagy egészben  az   Actinidia deliciosa című angol Wikipédia-szócikk ezen változatának fordításán alapul.  Az eredeti cikk szerkesztőit annak laptörténete sorolja fel. Ez a jelzés csupán a megfogalmazás eredetét és a szerzői jogokat jelzi, nem szolgál a cikkben szereplő információk forrásmegjelöléseként.